# Massif de Villány
Le massif de Villány (hongrois : Villányi-hegység [ˈvillaːɲi hɛcʃeːg]) est un massif collinéen situé au sud de Pécs dans les collines de Transdanubie.

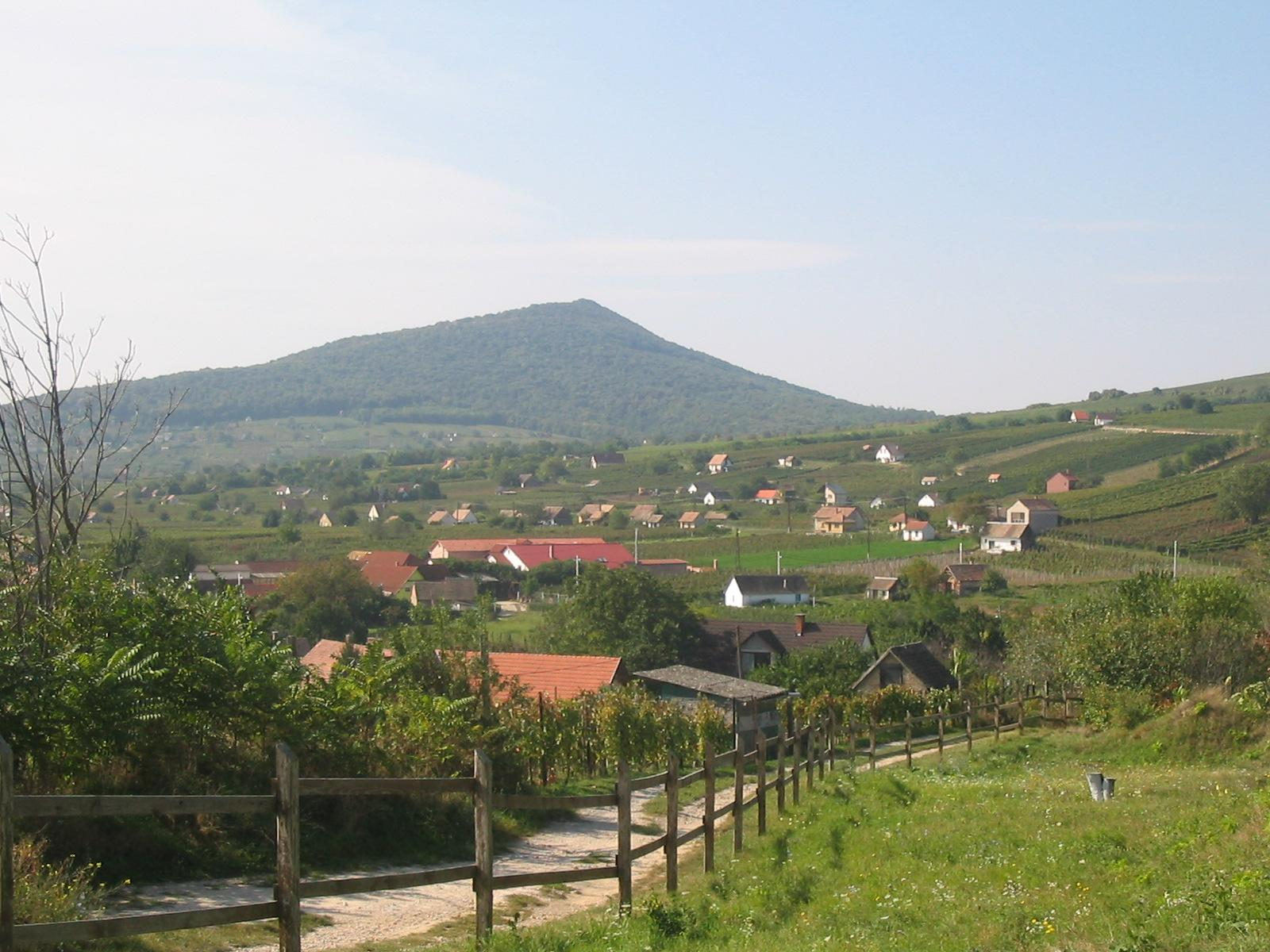
Vue sur le massif.